# TMCO5A
TMCO5A‏ (Transmembrane and coiled-coil domains 5A) هوَ بروتين يُشَفر بواسطة جين TMCO5A في الإنسان.